# اجتياح نابلس (2002)
اجتياح نابلس أو معركة البلدة القديمة في نابلس معركة شرسة دارت في البلدة القديمة في مدينة نابلس في فترة الانتفاضة الثانية عام 2002 بين (مسلحي الفصائل الفلسطينية من جهة وقوات الجيش الإسرائيلي من جهة أخرى)، وهي جزء من عملية الدرع الواقي.
بلغ عدد المنازل في البلدة القديمة 2850 منزل بما في ذلك القصور، وبلغ عدد سكان البلدة القديمة حسب سجلات بلدية نابلس 23,000 نسمة. تمتاز بيوت البلدة القديمة والتي تعود في معظمها إلى العهد العثماني بأنها تأخذ النمط العنقودي في بنائها فهي بيوت متلاصقة ومركبة على بعضها البعض بما في ذلك الأسواق والممرات والمعالم الأثرية والدينية. هدمت قوات الاحتلال الإسرائيلي 91 منزلًا بشكل كامل و 64 منزلًا هدما جزئيا معظمها في الجزء الشمالي الغربي من المدينة القديمة القريب من شارع غرناطة. كان من بين المباني مبنى خان الوكالة الأثري الذي يضم سوقا شعبية. قدرت قيمة الأضرار كاملة بحوالي أربعة ملايين دولار أمريكي. دمر الاحتلال مبنى محافظة نابلس ومقار للأجهزة الأمنية ومؤسسات وزارية من بينها مبان أثرية مثل سجن نابلس.
بلغ عدد الشهداء سبعين من المقاتلين الفلسطينيين وثمانية مدنيين، بينما قتل ضابط واحد على الأقل من جيش الاحتلال الإسرائيلي بنيران صديقة. انسحب ناصر عويص (حركة فتح) وحسام بدران (حركة حماس) شرقًا باتجاه مدينة طوباس، لكن الاحتلال تمكن من اعتقالهم بعد أسبوع. ادعى الجيش الإسرائيلي أنه وجد معامل للمتفجرات.
حسب اتفاقية جنيف لعام 1949 يجب في وقت الحروب تأمين حماية للمدنيين ومساعدة الضحايا الذين لا يشاركون في العمليات العسكرية. قد ارتكب الجيش الإسرائيلي الكثير من الانتهاكات ضد الضحايا والجرحى، بمنع سيارات الإسعاف من الوصول إليهم داخل البلدة القديمة وذلك لنقلهم إلى مستشفى خارجها، مما أدى إلى تحويل جامع البيك كمستشفى ميداني لاحتصانهم. أما الطريقة التي أخرج بها المصابون من البلدة القديمة حتى شارع فلسطين فكان مشيًا على الأقدام أكثر من 3 كم فوق الركام لنقلهم إلى سيارات الأسعاف، ولم تسلم طواقم الأسعاف من سيارات ومستشفيات مدنية تم أنشائها في البلدة أثناء الاجتياح من الجيش الإسرائيلي، فقد تم قصف ديوان آل الخياط والذي تحول إلى مستشفى ميداني.

## ميزان القوة
من ناحية الفلسطينيين كان يوجد في البلدة القديمة 1000 مسلح، مسلحين ب (بنادق كلاشنكوف وبنادق أم_16) وبعض الالغام العبوات الناسفة محلية الصنع، أما الإسرائيليين حشدوا 5000 جندي و 400 دبابة و 70 طائرة مقاتلة.

## موقع المدينة
تمتاز مدينة نابلس بموقعها الجغرافي والواقع ضمن إقليم المرتفعات الجبلية الوسطى، بين جبل عيبال من الناحية الشمالية ومن الناحية الجنوبية جبل جرزيم، بحكم واقعها الجغرافي الطبوغرافي فإن مداخل المدينة محدودة للغاية، من الناحية الشرقية وهو من جهة حوارة باتجاه مدينة نابلس ومن الناحية الغربية أو الشمالية الغربية هناك مدخل بيت ايبا ومن الناحية الغربية هناك المدخل من منطقة قلقيلية. وتشكل نابلس عقدة مواصلات والتي تصل مدن شمال الضفة الغربية مع جنوبها مما مكن الجيش الإسرائيلي من تخصيص عدد قليل من نقاط السيطرة على هذه السفوح للسيطرة التامة على المدينة.

## الأاحداث

اثار الدمار الذي لحق بسجن نابلس المركزي

إجتاحت قوات الاحتلال مدينة نابلس من جميع مداخلها في تمام الساعة الثامنة والنصف مساء ليلة 3 نيسان 2002، بأكثر من 450 الية عسكرية وتم فرض حظر التجول عليها مدة 22 يومًا. ووفقًا لتقرير من قبل الهيئة الفلسطينية المستقلة لحقوق المواطن فأعلنت عن 48 شهيد سقطوا عام 2000 و74 عام 2001 وفي شهر نيسان عام 2002 أستشهد 75 شخصًا، وتم اعتقال حوالي 2000 شخص خلال الاجتياح. شكل اقتحام القوات الإسرائيلية لمدينة نابلس اختراقا للقوانين الدولية وحقوق الإنسان وكافة الإتفاقيات المُبرمة مع السلطة الوطنية الفلسطينية.
اقتحمت القوات الإسرائيلية البلدة القديمة في نابلس ودار قتال شرس في البلدة بين المسلحين الفلسطينيين والجيش الإسرائيلي وفي أول يوم تم إعطاب دبابة ميركافا وأخضع الجيش الإسرائيلي البلدة القديمة لقصف وحصار شديدين وصمدت البلدة القديمة على هاذا الخالال 21 يوما انتهت بأغتيال عدد كبير من قادة الفصائل الفلسطينية من قبل الجيش الإسرائيلي وعدد القتلى من ناحية الإسرائيليين 19 جندي قتيل و 82 جريح وعطب 3 دبابات ميركافا، أما الفلسطينيين استشهد 95 وجرح 185.

دبابة إسرائيلية في مدخل قري مؤدي إلى الجامع الصلاحي الكبير.

تعرضت الحمامات التركية العامة والتي شُيدت في فترة العهد العثماني إلى عمليات تخريب، وفي مقدمتها حمام الشفاء الذي يقع وسط البلدة القديمة في شارع النصر والذي شيد عام 1722 حيث قصف القسم الشمالي الشرقي من قاعة الاستحمام بصواريخ طائرات الاحتلال، الأمر الذي أحدث فتحات وتصدعات في الأسقف والجدران. وأُلحق الدمار أيضًا بالصبانات والتي يعود تاريخ بنائها إلى أكثر من 250 عامًا والتي بلغ عددها في نهاية القرن التاسع عشر 30 صبانة، وشكلت صادرات الصابون النابلسي 36,2% من صادرات المدينة.
استهدفت القوات الإسرائيلية مئات المحال التجارية والأسواق التاريخية في البلدة القديمة، سواء كان ذلك بقصفها من الصواريخ من الطائرات الحربية أو بالقذائف، أو باستخدام الجرافات أو اللجوء إلى إحراقها أو اختراق جدرانها، للانتقال من مكان لآخر.
أسفرت علميات القصف والتجريف والتفجير إلى إلحاق أضرار جسيمة بمنازل البلدة القديمة التاريخية، التي طالت 40% منها  فقط في نيسان 2002، حيث كانت أغلب هذه المنازل في حارة الياسمينة والقريون والشيخ مسلم والفقوس والحبلة. وتم تدمير شبكات المياه والكهرباء والأتصالات وتجريف وتخريب الشوارع والأرصفة في جميع أنحاء المدينة.

### دور العبادة
لم تسلم دور العبادة سواء كانت إسلامية أو مسيحية من عدوان جيش الاحتلال الإسرائيلي أثناء اقتحامه المتكرر والمتواصل للبلدة القديمة في مدينة نابلس فهناك عدد من المساجد والكنائس التاريخية التي تعود نشأتها إلى مئات السنين قد اعتدى عليها فدمرت أو دمر أجزاء منها أو عبث بمحتوياتها أكثر من مرة واحدة حسب ما جاء في تقارير دائرة الآثار في محافظة نابلس وتقارير مديرية أوقاف نابلس.
وفي 8 نيسان 2002 هدمت قوات الاحتلال الإسرائيلي جدار جامع الخضراء الغربي بالإضافة للمدخل الرئيسي وكذلك جزء من السقف، والذي يُعد أقدم جامع في مدينة نابلس. وحطم جنود الاحتلال عامود رخام في المدخل الشرقي لللجامع الصلاحي الكبير] وباب المئذنة والباب الشمالي وتم إتلاف المكتبة الخاصة بالمسجد وكذلك تحطيم زجاج الشبابيك، وكذلك مسجد النصر، المسجد الحنبلي، جامع الأنبياء، جامع الساطون.
استخدمت الطواقم الطبية مسجد البيك كمستشفى ميداني لصعوبة الوصول إلى داخل البلدة القديمة في ظل اجتياحها فسقط بالأيام الأولى للاجتياح 87 شهيدا و360 جريحا، وقد أقتحموا جنود الاحتلال الإسرائيلي المسجد بتاريخ 8 أبريل 2002 ومره أخرى 15 يونيو 2004 وأجرت قوات الاحتلال الإسرائيلي تفجيرات أدت إلى تحطيم أبواب وشبابيك ومصابيح المسجد وأثاث المكتبة وتحطيم بعض لوحات آيات قرآنية فوق المحراب وتم اقتحام الطابق العلوي وتم العبث بالخزائن التي تحتوي كتب ومصاحف، الأمر الذي جعل دائرة الأوقاف تغلق المسجد أمام المصلين.
تعرضت كذلك كنيسة الروم الأرثوذكس للتدمير بسبب قصف القوات الجوية للاحتلال الصبانات، وتعرضت كنيسة القديس فيلبس الأسقفية إلى التخريب فقد هدم سور الكنيسة من الجهة الشمالية والذي يبلغ طوله 30 مترًا.

### المنشأت التعليمية والثقافية
اقتحم الجيش الإسرائيلي المدارس ودمر مُحتوايتها وجرف الكثير من المباني التعليمية بهدف تعطيل التعليم في المدينة، أكبر مثال على ذلك المدرسة الفاطمية والتي تقع في أقصى غرب البلدة القديمة بنيت عام 1897 وسميت بذلك نسبة للسلطان العثماني محمد الخامس، دمرت قوات الجيش الإسرائيلي الجدار الشمالي الخارجي للمدرسة وكذلك الغرف الشمالية بواسطة الجرافات الثقيلة وقذائف الدبابات وتصدعت جدرانها الداخلية.
تدمير متحف القصبة التاريخي وبعض من محتواياته وسرقة بعضها المتعلقة بالتاريخ النابلسي.
تعرّض جزء من خان الوكالة للهدم عام 1927 في زلزال مُدمر شهدته فلسطين، وأكمل جيش الاحتلال الإسرائيلي هدمه أثناء اجتياحه مدينة نابلس خلال عملية الدرع الواقي عام 2002، وعملت بلدية نابلس على إعادة ترميمه داخل البلدة القديمة، استغرقت نحو ثمان سنوات منذ عام 2004 وابتدأت بإزالة الركام ثم إعادة رفع المباني وإظهارها وخاصة الواجهات الكبيرة وتنظيفها. ويضم الآن عشر غرف فندقية، إضافة لصالة عرض والساحة الكبيرة التي تنطلق منها كافة الأنشطة الثقافية والتراثية كونه يشكل معلمًا سياحيًا واقتصاديًا قلّ نظيره جاذبًا السياح أليه وخصوصًا الأجانب.

## ردود الأفعال
- لجنة التراث العالمي: أدانت ما تقوم به إسرائيل من عمليات تدمير للتراث العالمي والإنساني في مدينة نابلس في أعقاب اجتياح نيسان 2002 لكنها لم تتخذ أي إجراءات تأديبية بحق إسرائيل.[19] ووفقًا لليونسكو قد تضررت مئات من المباني، 64 تضررت بشدة، 17 منها كانت ذات "أهمية تراثية خاصة"، بما في ذلك قصر عبد الهادي وتم تدمير 4 مباني بشكلً تام.
- منظمة الأمم المتحدة: ذكر كوفي عنان في تقريره المعد بناء على قرار الجمعية العامة دإط-10/10 المتخذ في 7 أيار 2002 وطلبت الجمعية منه إعداد هذا التقرير في أعقاب حل فريق تقصي الحقائق التابع للأمم المتحدة الذي شكله الأمين العام تلبية لقرار مجلس الأمن 1405 في 19 أبريل 2002. تضمن البند 33 والبند 77 «نجم عن عملية الدرع الواقي دمارًا واسع النطاق في الممتلكات الفلسطينية والعامة وأصيبت نابلس بأضرار بالغة بصفة خاصة لا سيما البلدة القديمة التي كانت تحوي الكثير من المباني ذات الأهمية الثقافية والدينية والتاريخية، التي ساهمت اليونسكو في ترميمها جُزئيًا».
- منظمة العفو الدولية: ذكرت في تقريرها لعام 2003 بأنه لم يكن هناك ضرورات عسكرية لتدمير المباني التاريخية والدينية في نابلس وفي تقريرها لعام 2004 أكدت المنظمة بأن هناك استخدام لكميات هائلة من المتفجرات لهدم المنازل الأمر الذي ألحق أضرارا بالمنازل المجاورة ولم يكن الجيش الإسرائيلي عادة يمنح السكان مهلة من الوقت لجمع أمتعتهم قبل تدمير منازلهم.
- البنك الدولي: قدر تكلفة إعادة إعمار مدينة نابلس وحدها في أعقاب اجتياح نيسان 2002 بحوالي 110 مليون دولار أمريكي، وذكرت بأن هذه التكاليف تمثل أكثر من ثلث مجموع تكاليف إعادة إعمار جميع المدن الفلسطينية التي تضررت في عملية الدرع الواقي.[20]